# Matthew Smith
Sir Matthew Smith (Halifax, 22 de outubro de 1879 - Londres, 1959) foi um pintor inglês fauvista.
Depois de ter estudado na Manchester School of Art e, mais tarde, na Slade School, Smith foi para Paris em 1910 e, desde então, residiu ora na França, ora na Inglaterra. Foi membro do London Group. O pai do artista, colecionador reputado de obras acadêmicas, estimulou a principio o talento do filho, mas quando viu que este não sentia atração pelos impressíonistas,  por dificultou-lhe a carreira.
Somente em 1908, com a idade de 29 anos, Smith obteve do pai as condições financeiras para visitar a França, mas com a condição de não  visitar Paris. Atraído pelos lugares que Gauguin pintara, foi trabalhar a princípio em Pont-Aven. Depois, tendo-se dirigido à capital, contrariando as exigências do pai, entrou para a Academia que Matisse havia fundado no antigo Convento dos Pássaros, que fechou um mês depois. Desde 1914, Smith adota a o fauvismo que vai conservar durante toda a vida, mas enriquecendo-a de arabescos sempre mais brilhantes, servindo-se de cores graxas e untuosas, em que dominam as lacas vermelhas e berrantes. Matthew Smith ocupa lugar importante na Escola inglesa contemporânea: na qualidade de embaixador da arte francesa, despertou entre  os artistas da sua pátria o gosto pela pintura pura e restituiu ao próprio ato de pintar a dignidade que perdera depois de Turner.

## Obras consultadas
- P. Hendy: Matthew Smith (London, 1944)
- J. Rothenstein: Modern English Painters (London, 1952, rev. 1984), i, pp. 228–44
- J. Rothenstein: Matthew Smith (London, 1962)
- F. Halliday and J. Russell: Matthew Smith (London, 1962)
- Matthew Smith: Drawings and Watercolours (exh. cat., ed. S. R. Smith; London, Guildhall Lib., 1983)